# Shijo
Shijo, född 1231, död 1242, var regerande kejsare av Japan mellan 1232 och 1242.